# Soera De Dag van Oproering
Soera De Dag van Oproering is een soera van de Koran.
De soera is vernoemd naar de dag van oproering die genoemd wordt in de eerste aya. De soera spreekt over licht- en zwaargewogen weegschalen op die dag. Deze dag betreft de Dag des oordeels.